# Projladni (Labinsk, Krasnodar)
Projadni (del ruso: Прохладный) es un posiólok del raión de Labinsk del krai de Krasnodar, en el sur de Rusia. Está situado junto a la orilla derecha Labá, que es tributario del Kubán, 5 km al norte de Labinsk y 141 km al este de Krasnodar, la capital del krai. Tenía 1 416 habitantes en 2010.
Pertenece al municipio Labínskoye.